# آلک کشیشیان
آلک گوورگی کشیشیان (ارمنی: Ալեք Գևորգի Քեշիշյան; انگلیسی: Alek Keshishian زاده ۳۰ ژوئیه ۱۹۶۴ در بیروت) کارگردان فیلم سینمایی و فیلم تجاری ارمنی-آمریکایی است. وی برای هنرمندانی همچون بابی براون، تیلور دین، التون جان، دارن هیز و سلنا گومز نماهنگ ساخته است.

## فیلم ها
- مدونا: راستی یا شهامت (۱۹۹۱)
- دبلیو ای (۲۰۱۱ همکاری در نویسندگی)

### بخشی از نماهنگ ها
- حق مخصوص من (۱۹۸۸ بابی براون)
- مثل یک باکره (۱۹۹۱ (مدونا)
- تعطیلات (۱۹۹۱ (مدونا)